# Špik
Il monte Špik con 2.472 m s.l.m. è una montagna della catena montuosa dei Monti di Martuljek della Catena della Škrlatica delle Alpi Giulie. È situato nel comune di Kranjska Gora in Slovenia, nella regione dell'Alta Carniola all'interno del Parco nazionale del Tricorno.

## Descrizione
Il nome deriva dalla sua forma particolarmente aguzza e tagliente.

## Storia
Nel maggio 1952 nella parete nord un incidente provocò la morte di cinque alpinisti di Slovenska Bistrica di età compresa tra i 21 ei 25 anni.